# 1933 w sztukach plastycznych
Wydarzenia w sztukach plastycznych i wizualnych w 1933 roku.

## Wydarzenia
- Uformowała się Grupa Krakowska[1].

## Malarstwo
- Salvador Dalí

Zagadka Wilhelma Tella
Przeciętny atmosferycznogłowy urzędnik w trakcie dojenia czaszkowej harfy
Architektoniczny "Anioł Pański" Milleta
Przeznaczenie geologiczne
- Edward Hopper

Stodoły Cobba, South Truro – olej na płótnie
- Marc Chagall

Samotność – olej na płótnie
- Leon Wyczółkowski

Wiosna w Gościeradzu – akwarela, tusz, kredka, papier, 71x79 cm

## Rysunek
- Stanisław Ignacy Witkiewicz

Portret Neny Stachurskiej – pastel na papierze

## Grafika
- Maurits Cornelis Escher

Palma – drzeworyt
Fluorescencyjne morze – litografia
- Leon Wyczółkowski

Kwitnąca grusza Małgorzatka – litografia, 53x37 cm

## Urodzeni
- 5 kwietnia – Blanka Votavová (zm. 2018), czechosłowacka ilustratorka, graficzka i malarka
- Stass Paraskos – cypryjski malarz, rzeźbiarz i poeta

## Zmarli
- 17 stycznia - Louis Comfort Tiffany (ur. 1848), amerykański artysta tworzący głównie wyroby ze szkła
- 28 lutego - Lilla Cabot Perry (ur. 1848), amerykańska malarka